# Interfase (materia)

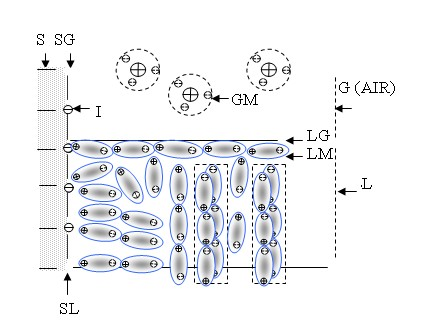
Superficies interfaciales en el límite de sólido, líquido y gas (aire).

En las ciencias físicas, una interfase es el límite entre dos regiones espaciales ocupadas por materia diferente, o por materia en diferentes estados físicos. La interfase entre materia y aire, o materia y vacío, se denomina superficie y se estudia en la ciencia de la superficie. En el equilibrio térmico, las regiones en contacto se denominan fases, y la interfase se denomina límite de fase. Un ejemplo de una interfase fuera del equilibrio es el límite del grano en la materia policristalina.
La importancia de la interfase depende del tipo de sistema: cuanto mayor sea el área / volumen del cociente, mayor será el efecto que tendrá la interfase. En consecuencia, las interfaces son muy importantes en sistemas con grandes relaciones de área a volumen de interfase, como los coloides.
Las interfaces pueden ser planas o curvas. Por ejemplo, las gotas de aceite en un aderezo para ensaladas son esféricas, pero la interfase entre el agua y el aire en un vaso de agua es en su mayoría plana.
La tensión superficial es la propiedad física que regula los procesos de interfase que involucran líquidos. Para una película líquida sobre superficies planas, la interfase líquido-vapor se mantiene plana para minimizar el área interfacial y la energía libre del sistema. Para una película líquida sobre superficies rugosas, la tensión superficial tiende a mantener el menisco plano, mientras que la presión de separación hace que la película se adapte al sustrato. La forma del menisco de equilibrio es el resultado de la competencia entre la presión capilar y la presión inconexa.
Las interfaces pueden causar diversos fenómenos ópticos, como la refracción. Las lentes ópticas sirven como ejemplo de una aplicación práctica de la interfase entre el vidrio y el aire.
Un sistema de interfase tópica es la interfase gas-líquido entre los aerosoles y otras moléculas atmosféricas.